# Anna Wangenheim
Anna Wangenheim (geb. Mikkelsen; * 10. August 1982 in Narsaq) ist eine grönländische Politikerin (Demokraatit).

## Leben
Anna Wangenheim ist die mittlere von drei Töchtern des dänischen Zimmermanns Henning Mikkelsen und der grönländischen Krankenhauswirtschafterin Karline Kristiansen, einer Tochter des Schafzüchters Abel Kristiansen. Über ihre Mutter ist sie die Nichte von Benedikte Thorsteinsson (* 1950) und die Cousine von Vittus Qujaukitsoq (* 1971) und Inga Dóra G. Markussen (* 1971). Ihre Mutter starb an Krebs, als Anna 18 Jahre alt war, ihr Vater erkrankte drei Jahre später ebenfalls an Krebs. Nachdem sie eigentlich auf Wunsch ihres Vaters Krankenschwester werden sollte, begann sie nach dem Schulabschluss 2003 bedingt durch die Krankheiten ihrer Eltern doch ein Journalismusstudium, an der Journalismusschule in Nuuk. Sie brach das Studium jedoch nach einem Jahr wegen des Todes ihres Vaters ab. Von 2004 bis 2006 war sie Hilfslehrerin in Narsaq.  Nach der Geburt ihres ersten Sohns und der Trennung von dessen Vater zog sie nach Dänemark, wo sie von 2006 bis 2008 als Produktionstechnologin in Aarhus arbeitete. Anschließend ließ sie sich doch zur Krankenschwester am University College Süddänemark ausbilden. Während ihres Studiums heiratete sie und bekam noch zwei Söhne sowie die drei Stiefkinder ihres Manns, bevor die Ehe wieder geschieden wurde. Nach dem Bachelorabschluss 2014 war sie als Krankenschwester in Dänemark tätig,  bevor sie nach der Scheidung nach Narsaq zurückkehrte, aus Enttäuschung jedoch bald nach Dänemark zurückzog, bevor sie im Dezember 2016 nach Nuuk zog.
Nachdem ihre Eltern, die der Atassut anhingen, früh ihr politisches Interesse geweckt hatten, trat Anna Wangenheim nach ihrer Rückkehr nach Grönland 2017 den Demokraatit bei und wurde im Dezember desselben Jahres Regionsvorsitzende der Demokraatit im Westteil der Kommuneqarfik Sermersooq. Sie kandidierte bei der Parlamentswahl 2018. Dabei erreichte sie den zweiten Nachrückerplatz der Demokraatit. Im August 2019 rückte sie für die zurückgetretene Randi Vestergaard Evaldsen in das Inatsisartut nach, während Niels Thomsen beurlaubt war. Im November 2019 wurde sie mit dem Rücktritt von Niels Thomsen festes Mitglied. Im Mai 2020 wurde sie zur Gesundheitsministerin im Kabinett Kielsen VI ernannt. Im Februar 2021 verließen die Demokraatit die Regierung und sie schied als Ministerin aus. Bei der anschließenden Parlamentswahl 2021 erreichte sie die meisten Stimmen aller Kandidaten der Demokraatit, unter anderem mehr als der Parteivorsitzende Jens Frederik Nielsen, und zog somit erstmals direkt ins Inatsisartut ein. Im Mai 2022 wurde sie zur politischen Vizevorsitzenden der Demokraatit ernannt. Sie kandidierte bei der Folketingswahl 2022 und erhielt mit 17,7 % der Stimmen das drittbeste Ergebnis aller Kandidaten, verpasste aber somit einen der beiden Sitze im Folketing. Bei der Parlamentswahl 2025 erhielt sie die sechstmeisten Stimmen aller Kandidaten. Nach der Wahl wurde sie erneut zur Gesundheitsministerin ernannt, diesmal im Kabinett Nielsen.